# Джозеф Гамильтон Битти

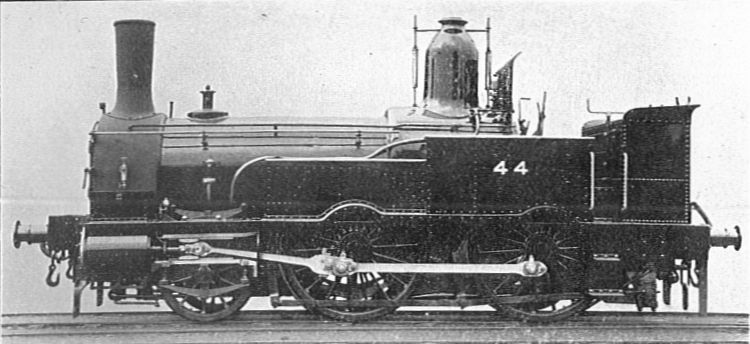
Beattie 2-4-0 well tank

Джозеф Гамильтон Битти (англ. Joseph Hamilton Beattie, 12 мая 1808—18 октября 1871) — инженер-паровозостроитель, главный инженер тяги Лондонской и Юго-Западной железной дороги.

## Биография
Родился в Ирландии, учился в Белфасте и затем у своего отца-архитектора в Дерри. В 1835 году переехал в Англию работать помощником у Джозефа Лока на Большой Соединительной железной дороге, а с 1837 года — на Лондонской и Саутгемптонской железной дороге. После её открытия он стал суперинтендантом подвижного состава в депо и мастерских дороги у Девяти Вязов, и 1 июля 1850 года стал преемником Джона Вирета Гуча на посту главного инженера тяги.
Умер 18 октября 1871 года от дифтерии.

## Изобретения
Битти был весьма плодовитым инженером. Он сконструировал первый успешный паровоз с осевой формулой 1-2-0, впервые применил подогрев питательной воды, уравновешенные скользящие золотники в парораспределении и топки, пригодные для угля. Ещё с Рейнхилльских испытаний в 1829 году стало ясно, что дым от сжигания угля весьма вреден (и людям, и машинам — котёл от него быстро зарастет сажей), и на паровозах приходилось использовать дорогой кокс, который не даёт дыма. Несколько инженеров работали над бездымной топкой дешёвым углем, и Битти среди них сконструировал такую топку в 1853 году.

## Паровозы Битти
Наряду с другими типами, наибольшую известность и собственное собирательное название получили танк-паровозы Битти (англ. Beattie well tanks, WT в обозначении) — 7 различных типов паровозов, построенных для Лондонской и Юго-Западной дороги с 1852 по 1875 год в количестве 111 штук. Все они использовали водяные баки внизу паровоза между продольными конструкциями рамы. Сначала Битти строил паровозы с одной ведущей осью (1-1-1), но возрастание веса экспрессов на Саутгемптон и Солсбери вызвало к жизни локомотивы с осевой формулой 1-2-0, которые Битти совершенствовал 20 лет. К последним экземплярам седьмого типа приложил руку сын Битти-старшего Уильям Джордж. Также Битти разработал 3 типа паровозов 0-3-0. Паровозы Битти были одними из лучших для своего времени.
Паровозы использовались на всём протяжении сети дорог LSWR. Подавляющее большинство их списано в 1871—1899 годах, но три паровоза 0298 class проработали 88 лет, до 1962 года, из них 2 сохранены.

### Предпосылки
LSWR развивала сеть пригородных линий к юго-западу от Лондона в 1840-х — 1880-х годах. Первоначально их обслуживали тендерные паровозы, главным образом, 1-1-1 Джона Вирета Гуча.
В 50-х годах XIX века LSWR решила перевести пригородное сообщение на небольшие трёхосные танк-паровозы, которых Битти разработал 7 разных моделей, чтобы определить наиболее удачный тип. В 1852-59 годах было построено 26 паровозов первых шести типов, а седьмой пошёл в более крупную серию.
| Тип      | Осевая формула | Диаметр движущих колёс | Годы постройки | Заводы         | Количество | Назначение               | Примечания    |
| -------- | -------------- | ---------------------- | -------------- | -------------- | ---------- | ------------------------ | ------------- |
| Геркулес | 1-2-0          | 5 ф. 6 д. (1680 мм)    | 1851-55        | Nine Elms      | 15         | товарный                 |               |
| Тартар   | 1-1-1WT        | 6 ф. 1/2 д. (1840 мм)  | 1852           | Sharp Brothers | 6          | пригородный пассажирский |               |
| Суссекс  | 1-1-1WT        | 5 ф. 6 д. (1680 мм)    | 1852           | Nine Elms      | 8          | пригородный пассажирский |               |
| Саксонец | 1-2-0          | 5 ф. 0 д. (1520 мм)    | 1855-57        | Nine Elms      | 12         | товарный                 |               |
| Кнут     | 1-1-1          | 6 ф. 6 д. (1980 мм)    | 1855-59        | Nine Elms      | 12         | пассажирский             |               |
| Чаплин   | 1-1-1WT        | 5 ф. 6 д. (1680 мм)    | 1856           | Nine Elms      | 3          | пригородный пассажирский |               |
| Минерва  | 1-2-0WT        | 5 ф. 6 д. (1680 мм)    | 1856           | Nine Elms      | 3          | пригородный пассажирский |               |
| Нельсон  | 1-2-0WT        | 5 ф. 0 д. (1520 мм)    | 1858           | Nine Elms      | 3          | пригородный пассажирский |               |
| Твид     | 1-2-0          | 6 ф. 0 д. (1830 мм)    | 1858-59        | Nine Elms      | 6          | пассажирский             |               |
| Клайд    | 1-2-0          | 7 ф. 0 д. (2130 мм)    | 1859-68        | Nine Elms      | 13         | экспресс                 |               |
| Нил      | 1-2-0WT        | 5 ф. 9 д. (1750 мм)    | 1859           | Nine Elms      | 3          | пригородный пассажирский |               |
| Русалка  | 1-2-0          | 6 ф. 6 д. (1980 мм)    | 1859-60        | Nine Elms      | 12         | пассажирский             |               |
| Орёл     | 1-2-0          | 6 ф. 0 д. (1830 мм)    | 1862           | Nine Elms      | 3          | пассажирский             |               |
| Гемма    | 1-2-0          | 5 ф. 0 д. (1520 мм)    | 1862-63        | Nine Elms      | 6          | товарный                 |               |
| 298      | 1-2-0WT        | 5 ф. 6 д. (1680 мм)    | 1863-71        | Beyer, Peacock | 70         | пригородный пассажирский | 15 дозаказано |
| Сокол    | 1-2-0          | 6 ф. 6 д. (1980 мм)    | 1863-67        | Nine Elms      | 17         | пассажирский             |               |
| Лев      | 0-3-0          | 5 ф. 0 д. (1520 мм)    | 1863-71        | Nine Elms      | 32         | товарный                 | 6 дозаказано  |
| 221      | 0-3-0          | 5 ф. 1 д. (1550 мм)    | 1866-72        | Beyer, Peacock | 18         | товарный                 | 6 дозаказано  |
| 231      | 1-2-0          | 6 ф. 0 д. (1830 мм)    | 1866           | Beyer, Peacock | 6          | пассажирский             |               |
| Вулкан   | 1-2-0          | 6 ф. 0 д. (1830 мм)    | 1866-69        | Nine Elms      | 12         | пассажирский             | 6 дозаказано  |
| Везувий  | 1-2-0          | 6 ф. 6 д. (1980 мм)    | 1869-71        | Nine Elms      | 14         | пассажирский             | 18 дозаказано |

## Паровозы 1-1-1

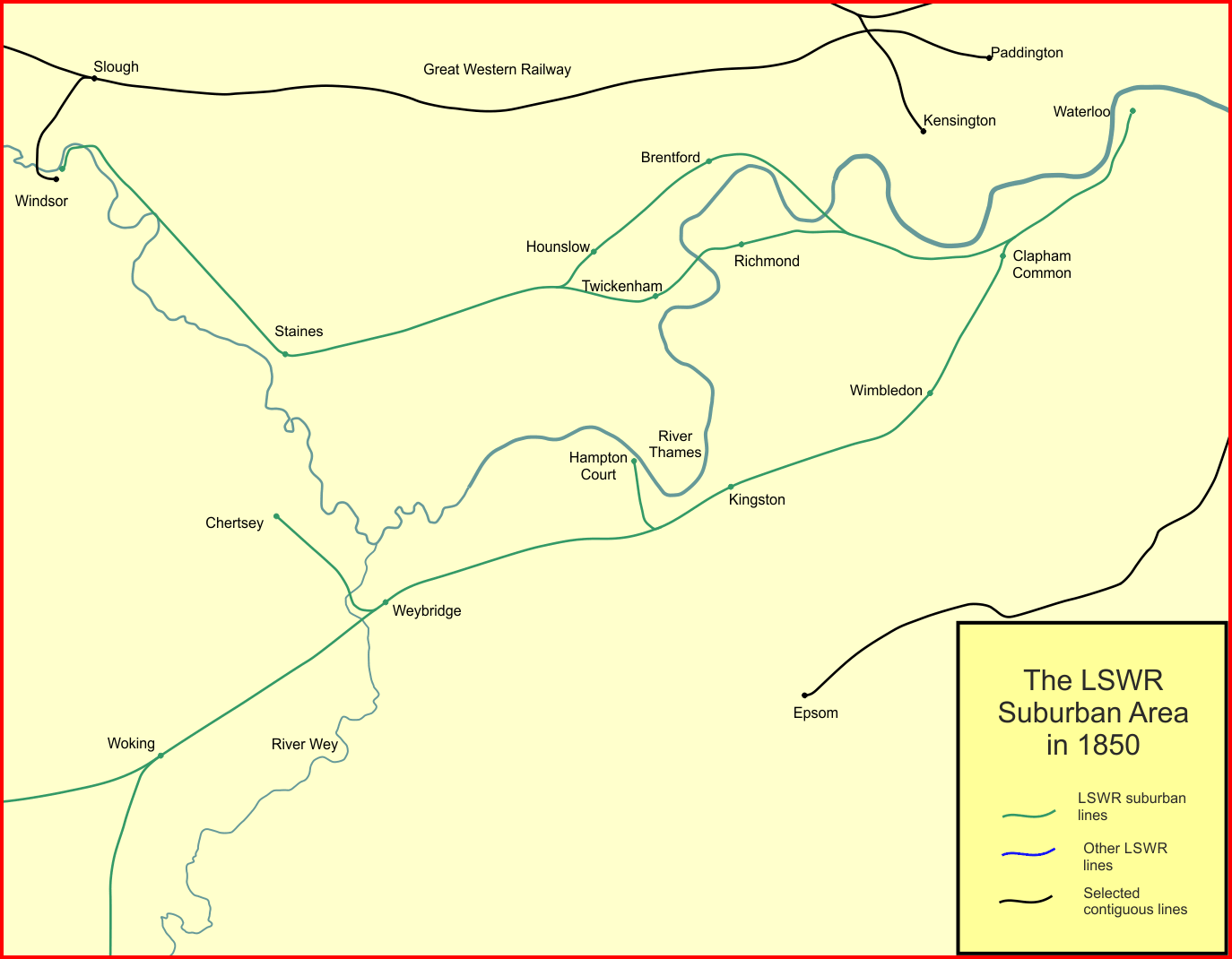
Линии LSWR к декабрю 1850 года

### Тип «Тартара»
Построено 6 паровозов (№ 2, 12, 13, 17, 18, 33), заказ выполнили Sharp Brothers (зав. № 689—694). Паровозы доставлены заказчику в мае-июле 1852 года. База — 14 ф. 9 д. (4500 мм), диаметр ведущих колёс — 6 ф. 1/2 д. (1840 мм), бегунковых и поддерживающих — 3 ф. 8 д. (1120 мм), диаметр цилиндров — 141⁄2 ″ (368 мм), ход поршня — 20 ″ (508 мм), расположение цилиндров — снаружи рамы. Главная рама паровоза располагалась между колёсами, но дополнительная внешняя рама охватывала поддерживающую ось, а бегунковая имела внешние подшипники с рессорным подвешиванием. Площадь колосниковой решётки составляла 9,2 фут² (0,855 м2), испарительная поверхность котла — 781 фут² (72,6 м2), давление пара — 120 фунтов на кв. дюйм (0,827 МПа). Ёмкость бака для воды — 2,2 т, угольного бункера — 0,5 т (10 длинных центнеров). Служебный вес паровоза — 27 т.
Паровозы сначала использовались на пригородных поездах близ Лондона, но уже в 1860-е ушли дальше к западу — 3 в Эксетер, 2 — на линию к Сетон-Бич, 1 — на соединении с Юго-Западной линией. Позднее некоторые паровозы отправились на Лаймингтонскую ветку, а к концу 1867 года на Эксмутскую. Паровоз № 18 списан первым в 1871 году, последний № 17 — в 1874-м.

### Тип «Суссекса»
Эти паровозы построены на заводе компании у Девяти Вязов в количестве 8 единиц (№№ 1, 4, 6, 14, 15, 19, 20, 36) в мае—декабре 1852 года. От «Тартара» они отличались меньшим диаметром ведущих колёс — 5 ф. 6 д. (1680 мм), площадью колосниковой решётки — 8,9 фут² (0,827 м2), нагревательной поверхностью котла — 750 фут² (69,7 м2), запасом воды —  2,5 т и весом — 27,5 т. Внутри типа паровозы также отличались: 5 единиц имели диаметр бегунковых и поддерживающих осей 3 ф. 6 д. (1070 мм) и диаметр цилиндров 14 ″ (356 мм), а №№ 1, 14 и 15 — 3 ф. 0 д. (914 мм) и 141⁄2 ″ (368 мм) соответственно.
Как и «Тартары», «Суссексы» первоначально работали близ Лондона, но затем к 1864 году 3 паровоза оказались в Саутгемптоне, а состальные в Эксмуте, Пуле и Йовиле. В 1870-72 годах паровозы были переведены в дубликаты добавлением нуля перед номером, чтобы освободить номера для более новых паровозов, например, № 36 298 class. Списание локомотивов этого типа шло в 1871—1877 годах.

### Тип «Чаплина»
Это три паровоза (№№ 9, 10, 34), построенные у Девяти Вязов в июле—августе 1856 года, которые отличались от «Суссексов» диаметром поддерживающих колёс — 3 ф. 1 д. (940 мм), запасом воды — 2,2 т и топлива — 0,75 т (15 длинных центнеров).
После Лондона они отправились в Бишопсток и Солсбери, потом в Стокс-Бэй, Дорчестер и Борнмут. В дубликаты переведены в 1870-74 годах, списаны в 1876-77.

## Ранние 1-2-0WT

### Тип «Минервы»
Три паровоза (№№ 11, 16, 39), построенные у Девяти Вязов в мае—июле 1856 года. В целом крупнее предшественников, диаметр ведущих колёс — 5 ф. 6 д. (1680 мм), бегунковых — 3 ф. 6 д. (1070 мм), диаметр цилиндров — 14 ″ (356 мм), ход поршня 21 ″ (533 мм), цилиндры расположены снаружи рамы. Площадь колосниковой решётки — 9 фут² (0,836 м2), нагревательная поверхность котла — 764 фут² (71,0 м2), давление пара — 120 фунтов на кв. дюйм (0,827 МПа). Ёмкость для воды — 2 т, запас угля — 0,75 т (15 длинных центнеров). Служебный вес паровоза — 28,8 т.
Из окрестностей Лондона 2 паровоза перешли в Уокинг к 1866 году, а один — в Гилдфорд, затем они работали в Солсбери, а один и в Борнмуте. Переведены в дубликаты в 1872-74, списаны в 1874-83 годах.

### Тип «Нельсона»
Три паровоза (№№ 143—145), построенные у Девяти Вязов в июле—августе 1858 года. В отличие от «Минерв», имели ведущие колёса диаметром 5 ф. 0 д. (1520 мм), цилиндры диаметром 151⁄2 ″ (394 мм) и ход поршня 20 ″ (508 мм), запас воды 2,5 т и бегунковую ось без внешних подшипников.
Все паровозы получили имена адмиралов флота: № 143 «Горацио Нельсон», № 144 «Ричард Хау» и № 145 «Самуэль Худ». Паровозы были предназначены для Лимингтонской ветки, но туда отправился только один, а другие — в Лондон. К 1867 году паровозы оказались в Эксетере, позднее в Эше, Уэймуте, Йовиле. Переведены в дубликаты в 1880-81 годах, списаны в 1882-85-м.

### Тип «Нила»
Три паровоза (№№ 154—156), построенные у Девяти Вязов в апреле—мае 1859 года. Базовая модель — «Минерва», отличия: база 12 ф. 3 д. (3730 мм), диаметр ведущих колёс 5 ф. 9 д. (1750 мм), диаметр цилиндров — 141⁄2 ″ (368 мм). Площадь колосниковой решётки — 14 фут² (1,30 м2), нагревательная поверхность котла — 779,5 фут² (72,4 м2), давление пара — 130 фунтов на кв. дюйм (0,896 МПа). Запас воды — 2,2 т. Служебный вес паровоза — 29,6 т.
Названия паровозов связаны с битвами: № 154 «Битва на Ниле», № 155 «Битва при Креси» и № 156 «Битва при Ла-Хог». После Лондона паровозы побывали в Дорчестере, Эксетере, Госпорте, Гилдфорде, Уэймуте и других депо. Списаны в 1882 году.

## Стандартный 1-2-0 well tanks: 298 class
Выбрав по итогам эксплуатации наиболее подходящие характеристики, Битти подготовил проект стандартного 1-2-0WT: диаметр движущих колёс 5 ф. 6 д. (1680 мм), диаметр цилиндров — 15 ″ (381 мм), ход поршня — 20 ″ (508 мм). Производство началось в 1863 году. Стандартный паровоз выпущен в количестве 85 экземпляров, главным образом, в Манчестере на заводе Beyer, Peacock and Company в 1863—1875 годах, а у Девяти Вязов построено только 3 паровоза в 1872 году. Номера — 33, 34, 36, 44, 76, 177—220, 243—270, 298, 299, 314 и 325—329.

## Названия
Все ранние паровозы Битти и 5 стандартных (по наследству от старых) имели собственные имена:
| №   | Имя       | Тип     | Построен      |
| --- | --------- | ------- | ------------- |
| 1   | Суссекс   | Суссекс | сентябрь 1852 |
| 2   | Тартар    | Тартар  | май 1852      |
| 4   | Лок       | Суссекс | август 1852   |
| 6   | Казак     | Суссекс | сентябрь 1852 |
| 9   | Чаплин    | Чаплин  | июль 1856     |
| 10  | Аврора    | Чаплин  | июль 1856     |
| 11  | Минерва   | Минерва | май 1856      |
| 12  | Юпитер    | Тартар  | июнь 1852     |
| 13  | Орион     | Тартар  | июнь 1852     |
| 14  | Меркурий  | Суссекс | май 1852      |
| 15  | Марс      | Суссекс | май 1852      |
| 16  | Солсбери  | Минерва | июнь 1856     |
| 17  | Королева  | Тартар  | июль 1852     |
| 18  | Альберт   | Тартар  | июль 1852     |
| 19  | Британец  | Суссекс | декабрь 1852  |
| 20  | Принцесса | Суссекс | декабрь 1852  |
| 33  | Феникс    | Тартар  | июль 1852     |
| 33  | Феникс    | 298     | февраль 1872  |
| 34  | Скопа     | Чаплин  | август 1856   |
| 34  | Скопа     | 298     | май 1874      |
| 36  | Комета    | Sussex  | июнь 1852     |
| 36  | Комета    | 298     | февраль 1872  |
| 39  | Кудесник  | Минерва | июль 1856     |
| 44  | Плутон    | 298     | октябрь 1875  |
| 76  | Светлячок | 298     | февраль 1872  |
| 143 | Нельсон   | Nelson  | июль 1858     |
| 144 | Хау       | Nelson  | август 1858   |
| 145 | Худ       | Nelson  | август 1858   |
| 154 | Нил       | Nile    | апрель 1859   |
| 155 | Креси     | Nile    | май 1859      |
| 156 | Хог       | Nile    | май 1859      |

## Внешние ссылки
- South Western Circle